# Grzegorz Ilka
Grzegorz Ilka, ps. A.G.Rawicki, agr (ur. 26 kwietnia 1963 w Warszawie, zm. 16 marca 2019 w Warszawie) – polski działacz lewicowy i związkowy.

## Życiorys
Ukończył VI Liceum Ogólnokształcące im. Tadeusza Reytana w Warszawie (1981). W latach 1981–1986 studiował na Wydziale Prawa i Administracji Uniwersytetu Warszawskiego.
Przed 1989 związany z lewicową opozycją antykomunistyczną; m.in. drukarz i redaktor prasy niezależnej – „Robotnika”, „Robotnika Pomorza Zachodniego” oraz pism: „Naprzód”, „Magazyn Robotnika”, „Praca, Płaca, BHP”, „Robotnik Mazowiecki”, „Warszawianka”, „Solidarność HBB” w Częstochowie i innych. Jeden z założycieli podziemnego Wydawnictwa im. Olofa Palme. Członek Grupy Politycznej „Robotnik”. Organizator Miesiąca prasy zakładowej NSZZ „Solidarność” w 1987.
Współzałożyciel i działacz pacyfistycznego „Ruchu Wolność i Pokój” w 1985. Współtwórca i wieloletni działacz odrodzonej Polskiej Partii Socjalistycznej, do 1989 sekretarz Centralnego Komitetu Wykonawczego. Członek jej odłamów: PPS-Rewolucja Demokratyczna, następnie TKK PPS. Od 1990 do odejścia z partii w 1995 ponownie członek oraz sekretarz CKW PPS. W wyborach parlamentarnych w 1991 kandydat na posła do Sejmu z listy Ruchu Demokratyczno-Społecznego (partii Zbigniewa Bujaka). W latach 1996–2000 działacz Unii Pracy. W wyborach samorządowych w 1998 bezskutecznie ubiegał się o mandat radnego sejmiku mazowieckiego z listy koalicji Przymierze Społeczne.
Współzałożyciel (w 1999) i do 2014 przewodniczący, a od 2014 wiceprzewodniczący Ogólnopolskiego Pracowniczego Związku Zawodowego „Konfederacja Pracy”, który zajmuje się m.in. tworzeniem struktur związkowych w sieciach hipermarketów.
Od 1996 do 1997 rzecznik prasowy Jolanty Banach, pełniącej stanowisko Pełnomocnika Rządu do Spraw Rodziny i Kobiet. Od 1997 do 2014 sekretarz prasowy Ogólnopolskiego Porozumienia Związków Zawodowych. Od 2009 ponownie członek Polskiej Partii Socjalistycznej. Na 40. Kongresie PPS wybrany do Rady Naczelnej ugrupowania, objął funkcję sekretarza jej prezydium. W ramach porozumienia wyborczego PPS z Zielonymi kandydat z listy tej drugiej partii w wyborach do Parlamentu Europejskiego w 2014.
Grzegorz Ilka był członkiem Stowarzyszenia Wolnego Słowa. Został pochowany w grobie rodzinnym na cmentarzu Powązkowskim w Warszawie (kwatera 203).

## Odznaczenia i wyróżnienia
- Krzyż Komandorski Orderu Odrodzenia Polski – 13 maja 2019 (pośmiertnie)[10]
- Krzyż Wolności i Solidarności – 1 grudnia 2015[11]
- Odznaka „Zasłużony Działacz Kultury” – 2000 („za działalność na rzecz kultury niezależnej”)
- Odznaka Honorowa za Zasługi dla Ochrony Pracy – 2009
- Odznaka „Zasłużony dla OPZZ” – 2008